# Joldelund
Joldelund (frisó septentrional Jåålönj, danès Hjoldelund) és un municipi del districte de Nordfriesland, dins l'Amt Mittleres Nordfriesland, a l'estat alemany de Slesvig-Holstein. És a 28 kilòmetres al sud-oest de Flensburg i 28 kilòmetres al sud-est de Niebüll. El 31 de desembre del 2023 tenia 802 habitants.